# خرائط فلسطين

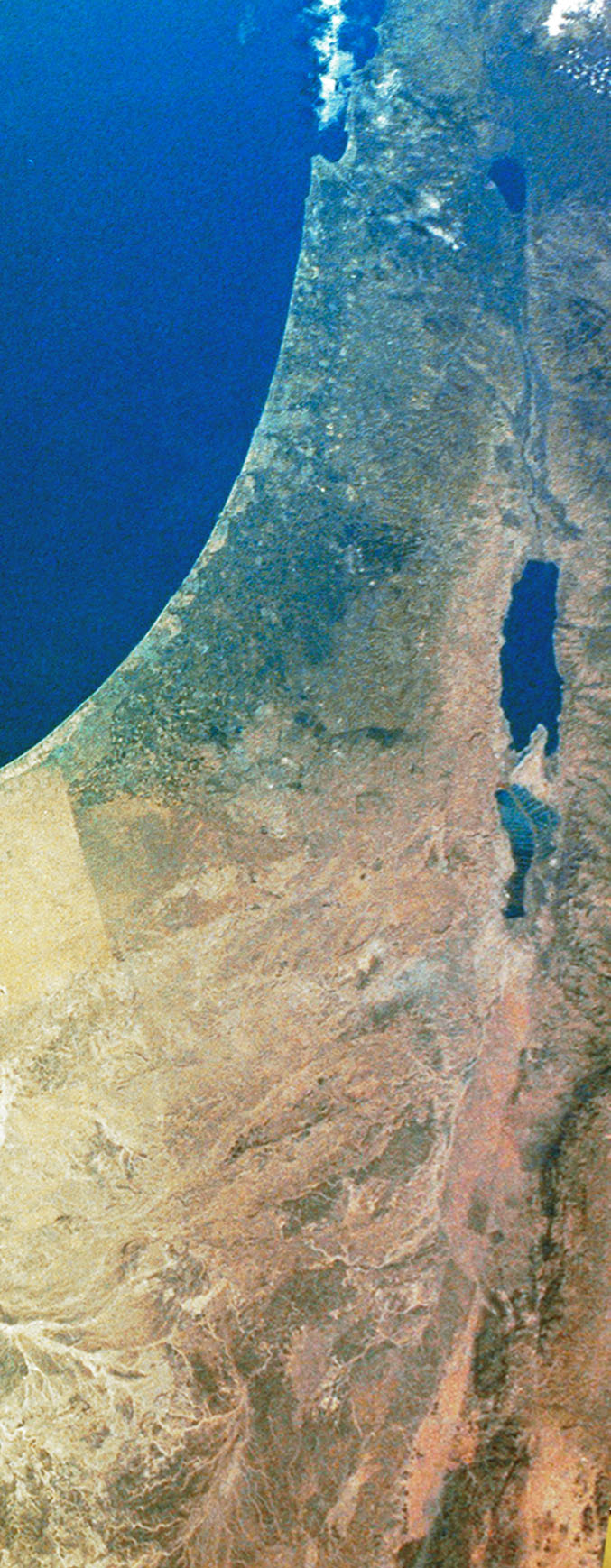
يركز علم رسم الخرائط لمنطقة فلسطين قبل تقنيات المساحة الحديثة يركز على منطقة جغرافية في غرب آسيا تشمل عادة فلسطين المحتلة، والضفة الغربية، وقطاع غزة، وأجزاء من غرب الأردن في بعض التعريفات.

علم رسم الخرائط في منطقة فلسطين، والمعروف أيضًا باسم علم رسم الخرائط في الأرض المقدسة، هو إنشاء وتحرير ومعالجة وطباعة الخرائط لمنطقة فلسطين من العصور القديمة حتى ظهور تقنيات المساحة الحديثة. وكانت لعدة قرون خلال العصور الوسطى هي الموضوع الأبرز في علم رسم الخرائط.
يهيمن على تاريخ رسم خرائط فلسطين تقليدان لرسم الخرائط وهما المدرسة الكتابية والمدرسة الكلاسيكية،  أقدم الخرائط المحفوظة من التقليد الكتابي تعود إلى محاولات آباء الكنيسة الأوائل لتحديد وتوضيح المواقع الأساسية المذكورة في الكتاب المقدس، وتوفير خرائط للحج المسيحي. أما أقدم الخرائط المحفوظة للمدرسة الكلاسيكية فتستمد من الأعمال العلمية والتاريخية في العالم اليوناني الروماني. إذ انتهت هيمنة التقليد الكتابي بعد اكتشاف الأوروبيين أعمال بطليموس في القرن الخامس عشر. وقد وصف العديد من الجغرافيين اليونانيين والرومان منطقة فلسطين في كتاباتهم. ومع ذلك لا توجد نسخ أصلية أو نسخ من هذه الخرائط موجودة قبل العصر الحديث والرسوم الموجودة اليوم للخرائط وفقًا للجغرافيين مثل هكتيوس الملطي، وهيرودوت، وإراتوستينس هي إعادات تجديدية حديثة. أما أقدم الخرائط الكلاسيكية المحفوظة للمنطقة، فهي نسخ بيزنطية لخريطة آسيا الرابعة لبطليموس. وبالتالي يبدأ التاريخ الخرائطي لفلسطين مع بطليموس، الذي استند عمله إلى عمل الجغرافي المحلي مارينوس الصوري.
أُعدت أول قوائم للخرائط المتعلقة بالمنطقة في أواخر القرن التاسع عشر، حيث قام تيتوس توبلر في عام 1867 بإعداد "الفهرس الجغرافي لفلسطين" وبعدها قام رينهولد روريخت في عام 1890 بإعداد "مكتبة جغرافية لفلسطين". في سلسلة من المقالات التي نشرها رينهولد روريخت في "مجلة الجمعية الألمانية لدراسة فلسطين" بين عامي 1891 و1895، قدم التحليل المفصل الأول للخرائط المتعلقة بالمنطقة في العصور الوسطى وأواخر العصور الوسطى. وتبعهم في عامي 1939 و1940 كتاب "تاريخ رسم خرائط فلسطين" الذي أعده هانس فيشر.
يتضمن هذا المقال قائمة بالخرائط التي ساهمت في تطور رسم الخرائط للمنطقة قبل ظهور تقنيات المساحة الحديثة، مما يوضح كيف تحسنت صناعة الخرائط والمساحة وساعدت الأجانب على فهم جغرافية المنطقة بشكل أفضل. تم استبعاد الخرائط الوهمية والنسخ من الخرائط الموجودة.

## خرائط بارزة لفلسطين

### الخرائط المبكرة (القرن 2 - القرن 10)
| التاريخ    | العنوان                     | رسام الخرائط     | التعليق | الخريطة                                           |
| ---------- | --------------------------- | ---------------- | --- | ------------------------------------------------- |
| 150        | خريطة آسيا الرابعة لبطليموس | بطليموس          | تعتبر خريطة بطليموس "النموذج الأولي" للتوضيح للمنطقة. وأقدم نسخة معروفة لهذه الخريطة، كما هو موضح هنا، هي نسخة كوديكس فاتيكانوس أوربيناس غرايكوس 82، والتي يُعتقد أنها مأخوذة من مخطوطة جغرافية بطليموس التي جمعها مكسيموس بلانودس في القسطنطينية حوالي عام 1300. فلسطين                                                                                            | A detailed map of Palestine                       |
| 385        | خريطة جيروم                 | جيروم ويوسابيوس  | على الرغم من أنه لا توجد صورة محددة معروفة للنسخة الأقدم، إلا أن أقرب صورة معروفة تعود إلى عام 1150، وهي "خريطة تورناي لآسيا"، والتي تُظهر هنا. وهي من مخطوطة لكتاب جيروم "دي سيتو ايت نومينيبوس لوكوروم هيبراوروم"، والذي يقول جيروم أنه نسخة من كتاب يوسابيوس "أونوماستيكون". ويشرح جيروم أيضًا أن يوسابيوس أعد خريطة تُظهر تقسيم الاثني عشر سبطًا. "بدون اسم مكتوب" | A detailed map of Palestine from the century      |
| 410        | قائمة الرتب والوظائف        | "مجهول"          | صورة من "نوتيشيا ديغنيتاتوم"، التي تعود إلى حوالي عام 410 م، تُظهر "دوكس بالستيناي"، وهو إقليم عسكري في الإمبراطورية البيزنطية. هذه المخطوطة المؤرخة عام 1436 والتي قام بتصنيعها بيرونيت لامي هي أقدم نسخة معروفة كاملة؛ وقد قُدمت استنادًا إلى "كوديكس سبيرينسيس" المفقود. "Dux Palastinae"                                                                          | A detailed map of Palestine from the century      |
| 450        | تابولا بوتينجيريانا         | "مجهول"          | يُعتقد أن هذه هي الخريطة الوحيدة المحفوظة لشبكة الطرق الرومانية الرسمية المعروفة بـ "كورسوس بوبليكوس"، وتم إنشاء هذه الخريطة المحفوظة بواسطة راهب في كولمار في شرق فرنسا عام 1265، وتُعرف بالاسم "خريطة بوتينغر" تيمنًا باسم المستشرق الألماني كونراد بويتينغر، وتُحفظ في المكتبة الوطنية النمساوية في فيينا. "فلسطين"                                                 | A detailed map of Palestine from the 5th century  |
| ق. 560-565 | خريطة مادبا                 | مجهول            | أقدم خريطة لفلسطين باقية في شكلها الأصلي، وأقدم فسيفساء جغرافية معروفة في تاريخ الفن. تم اكتشاف الفسيفساء في عام 1884، ولكن لم يتم إجراء أي بحث حتى عام 1896. تم استخدامها بكثافة لتحديد وتوثيق المواقع في فلسطين الأولى. وهي أقدم خريطة باقية تُظهر تقسيمات الاثني عشر سبطًا. (باليونانية: οροι Αιγυπτου και Παλαιστινης)‏ حدود مصر وفلسطين                          | The 6th century mosaic of Jerusalem               |
| 776        | خريطة بيتوس                 | بيتوس من لييبانا | أول خريطة للعالم المسيحي في العصور الوسطى ذات صلة برسم خرائط فلسطين. يُعتقد أن هذه النسخة التي ترجع لعام 1060 هي الأقرب إلى النسخة الأصلية من أصل 14 مخطوطة باقية. "بدون اسم مكتوب" | A detailed map of Palestine from the 8th century  |
| 952        | خريطة الإصطخري              | الإصطخري         | تم رسمها في عام 952 ميلادية، وهذه النسخة هي من عام 1298. "بدون اسم مكتوب" | A detailed map of Palestine from the 10th century |
| 995        | خريطة القطن                 | "مجهول"          | تُعرف باسم خريطة العالم "الأنجلو ساكسونية". وهي أقدم خريطة معروفة للعالم (وليس للمنطقة فقط) تُظهر تقسيمات الاثني عشر سبطًا، ويُعتقد أنها تستند إلى خريطة أوروسيوس. "بدون اسم مكتوب" | A detailed map of Palestine from the 10th century |

### الخرائط الصليبية (القرن 12 - القرن 14)
| التاريخ    | العنوان                | الرسام              | التعليق | الخريطة                                           |
| ---------- | ---------------------- | ------------------- | --- | ------------------------------------------------- |
| 1154       | تابولا روجريانا        | الإدريسي            | تم إنشاء نزهة المشتاق في اختراق الآفاق في عام 1154 ميلادي، وتعود هذه النسخة إلى عام 1533. "فلسطين" | A detailed map of Palestine from the 12th century |
| 1100 ثانية | خريطة أشبرنهام ليبري   | "مجهول"             | أقدم خريطة ورقية محفوظة في أوروبا بعد خريطة سانت غال القديمة في القرن التاسع. "بدون اسم مكتوب" | A detailed map of Palestine from the 12th century |
| 1100 ثانية | خريطة تورناي           | "مجهول"             | نسخة من القرن الثاني عشر لخريطة آسيا، التي رافقت مخطوطة لكتاب "دي سيتو إت نومينيبوس لوكوروم هيبرائوروم"، وهو عمل لجيروم في القرن الرابع أو الخامس. "بدون اسم مكتوب" | A detailed map of Palestine from the 12th century |
| 1250       | خريطة ماثيو            | ماثيو الباريسي      | تم إنشاؤها في حوالي عام 1250، ويُعتقد بأنها من صنع ماثيو باريس. "بدون اسم مكتوب" | A detailed map of Palestine from the 13th century |
| 1300       | أقرب خريطة لبورشارد    | بورشارد من جبل سيون | تُعتبر أقدم خريطة معروفة لبورشارد. "بدون اسم مكتوب" | A detailed map of Palestine from the 14th century |
| 1300s      | خريطة بورشارد          | بورشارد من جبل سيون | خريطة لاحقة منسوبة لبورشارد. "بدون اسم مكتوب" | A detailed map of Palestine from the 14th century |
| 1321       | خريطة سانودو - فيكونتي | بيترو فيسكونتي      | وصفها أدولف إريك نوردنسكيولد بأنها "أول خريطة غير بطليماوسية لبلد محدد". نُشرت في كتاب "كتاب أسرار المؤمنين على الصليب"، وهو عمل يهدف إلى إحياء روح الحروب الصليبية. اعتبرت "أول خريطة حديثة لفلسطين" و"كانت أساسًا لمعظم خرائط" فلسطين الحديثة "خلال القرون التالية. "Terra Sancta" الأرض المقدسة | A detailed map of Palestine from the 14th century |

### خرائط بارزة (القرن 15 - القرن 18)
| التاريخ   | العنوان           | الرسام                       | تعليقات | الخريطة                                           |
| --------- | ----------------- | ---------------------------- | --- | ------------------------------------------------- |
| 1459      | خريطة فرا ماورو   | فرا ماورو                    | خريطة العالم لعام 1459، وتُعتبر الأكثر دقة في عصرها. أصبح الراهب ماورو على دراية بالشرق الأدنى خلال رحلاته كجندي. فلسطين | A detailed map of Palestine from the century      |
| 1475      | خريطة برلينغيري   | فرانشيسكو برلينغيري          | نُشرت في "رووديمنتوم نوفيتوريوم" وكانت نسخة محدثة من خريطة بطليموس. جنبًا إلى جنب مع ثلاث خرائط محدثة لبلدان أوروبية، وصفها أدولف إريك نوردنسكيولد بأنها "أول جرثومة لرسم الخرائط الحديثة" فلسطين الحديثة والأرض المقدسة                                                                                        | A detailed map of Palestine from the 15th century |
| 1532      | خريطة زيجلر       | يعقوب زيجلر                  | خريطة عام 1532 ليعقوب زيجلر. تعتبر هذه الخريطة مهمة في تطور علم الخرائط لفلسطين، حيث تمثل توليفًا مبكرًا لمصادر متعددة، بما في ذلك بوركهارد من جبل صهيون، وسانوتو، وبطليموس، وسترابو، وبليني الأكبر، والرحلة الأنطونية، وجيروم ويوسابيوس. (باللاتينية: Universalis Palaestinae) عالم فلسطين                     | A detailed map of Palestine from the century      |
| 1537      | خريطة مركاتور     | جيراردوس مركاتور             | خريطة من عام 1537 لجيراردوس مركاتور، قبل ثلاثة عقود من نشر إسقاطه الشهير إسقاط مركاتور. كانت هذه الخريطة أول خريطة نشرها مركاتور، واستندت إلى خريطة جاكوب زيغلر. خريطة فلسطين والطرق إليها من مصر ومناطق الجزيرة العربية                                                                                      | A detailed map of Palestine from the century      |
| 1570      | خريطة أورتيليوس   | إبراهام أورتيليوس            | خريطة عام 1570 في "ثيتروم أوربيس تيراروم". تم انتقاد تصوير أورتليوس لفلسطين الكتابية في أطلسه الحديث بوصفه عملًا "محملًا باللاهوتية والأسكاتولوجية وفي نهاية المطاف بالترميم البارااستعماري". (باللاتينية: Palaestinae Sive Totius Terrae Promissionis Nova Descriptio) وصف جديد لفلسطين أو أرض الميعاد بأكملها | A detailed map of Palestine from the century      |
| 1590      | خريطة فان أدريشيم | كريستيان فان أدريشيم         | كان فان أدريشيم كاهنًا هولنديًا، نُشرت خرائطه في كتابه "ثياتروم تيراي سانكتاي إت بيبليكاروم هيستورياروم". تيرا بروميسيونيس | A detailed map of Palestine from the century      |
| 1620      | خريطة صديق        | يعقوب بن ابراهيم صديق        | ترجمة إلى العبرية لخريطة فان أدريشم عام 1590، وهي أقدم خريطة مطبوعة معروفة باللغة العبرية. (بالعبرية: ציור מצב ארצות כנען‏) | A detailed map of Palestine from the century      |
| 1648-1657 | خريطة حاجي        | حاجي خليفة                   | هذه النسخة من الخريطة التي قام بإعدادها الجغرافي العثماني حاجي خليفة (1609-1657) في عام 1732، وتعود إلى أول أطلس مطبوع في الإمبراطورية العثمانية. تمثل هذه الخريطة أول تفصيل للمسح الجغرافي لمحافظات الإمبراطورية العثمانية في آسيا. أرض فلسطين                                                               | A detailed map of Palestine from the 17th century |
| 1655      | خريطة هيدمان      | كريستوف هيدمان               | خريطة 1655 لفلسطين أو الأرض المقدسة فلسطين والأرض المقدسة | A detailed map of Palestine from the 17th century |
| 1657      | خريطة دي لا رو    | فيليب ديلارو                 | خريطة 1657 سوري وتيري سينكتي | A detailed map of Palestine from the 17th century |
| 1714      | خريطة ريلند       | ريلند                        | خريطة 1714 فلسطين | A detailed map of Palestine from the 18th century |
| 1745      | خريطة بوكوك       | ريتشارد بوكوك                | خريطة 1745 الأرض المقدسة وسوريا | A detailed map of Palestine from the 18th century |
| 1769      | خريطة باتشين وماس | باتشين وماس                  | خريطة 1769 فلسطين | A detailed map of Palestine from the 18th century |
| 1794      | خريطة دانفيل      | جان بابتيست بورغينيون دانفيل | نُشرت عام 1794، أي بعد ثلاثين عامًا تقريبًا من رسم خريطة لفلسطين التوراتية عام 1767. فلسطين | A detailed map of Palestine from the century      |

### خرائط بارزة (القرن 19)
| التاريخ   | العنوان                  | رسام الخرائط                       | الوصف | الخريطة                                           |
| --------- | ------------------------ | ---------------------------------- | --- | ------------------------------------------------- |
| 1799      | خريطة مصر                | بيير جاكوتين                       | أعدت في الأصل خلال الحملة الفرنسية على مصر وسوريا، وتم إعداد 47 ورقة، حيث تم تغطية منطقة فلسطين بالورقات 43-47. وهي أول خريطة مبنية على التثليث لفلسطين، وتم استخدامها كأساس لمعظم خرائط المنطقة حتى مسح صندوق استكشاف فلسطين في السبعينيات من القرن التاسع عشر. وتعتبر غير دقيقة بشكل رئيسي، حيث تضمنت عددًا كبيرًا من التفاصيل غير الصحيحة أو المتخيلة، التي تم "إضافتها إلى الخريطة بحرية حيث لم يتمكن الفرنسيون من إجراء مسح دقيق". فلسطين | A detailed map of Palestine from the century      |
| 1803      | الأطلس الجديد            | مديريس عبد الرحمن أفندي            | يعتبر أول أطلس مطبوع حديث في الدولة العثمانية، وهو جزء من إصلاحات النظام الجديد التي قام بها السلطان سليم الثالث، ويعرض سوريا العثمانية في عام 1803. يعتقد أنها مستنده إلى خريطة دانفيل عام 1794 (التي نُشرت في "الأطلس العام" لويليام فادين)، واحتوت على تكييفات مهمة لتمثيل الإصدارات الجغرافية العثمانية للمناطق. أرض فلسطين | A detailed map of Palestine from the century      |
| 1815      | خريطة السهام             | آرون اروسميث                       | عنوان "رسمة البلدان بين القدس وحلب" يشير على الأرجح إلى كتاب هنري موندريل "رحلة من حلب إلى القدس" الذي نشر في عام 1703. ووصف الخريطة لبئر يعقوب هو اقتباس مباشر من موندريل. كما يقتبس الخريطة أيضًا من أولريخ ياسبر زيتسن، الذي نشر "حساب موجز عن البلدان المجاورة لبحيرة طبريا والأردن والبحر الميت" في عام 1809. تعتبر الخريطة مزيجًا من الخريطة الحديثة والخريطة الكتابية (تُظهر الأسباط الاثني عشر). باشليك عكا                             | A detailed map of Palestine from the 19th century |
| 1822      | خريطة بوركهارت           | يوهان لودفيج بوركهارت              | الخريطة المرفقة بكتاب بوركهاردت "رحلات في سوريا والأرض المقدسة"، تم نشرها في عام 1822، خمس سنوات بعد رحلاته في المنطقة. فلسطين والأرض المقدسة | A detailed map of Palestine from the 19th century |
| 1830      | خريطة القاعة             | سيدني هال                          | تُظهر خريطة عام 1830 التقسيمات العثمانية. فلسطين | A detailed map of Palestine from the 19th century |
| 1840      | خرائط المهندسين الملكيين | تشارلز روشفورت سكوت                | المسح الأول للجيش البريطاني، الذي تم تنفيذه خلال الأزمة الشرقية في عام 1840. تمثل المحاولة الثانية الحديثة المبنية على التثليث في مجال المسح في فلسطين. لم يتم نشرها في ذلك الوقت، على الرغم من أن طبعة خاصة لوزارة الخارجية البريطانية تم إنتاجها في عام 1846، وتم استخدامها في إعداد خريطة فان دي فيلد. بدون اسم مكتوب | A detailed map of Palestine from the 19th century |
| 1841      | خريطة كيبرت              | هاينريش كيبرت                      | تم نشرها في عام 1841 لمرافقة الطبعة الأولى من كتاب "البحوث الكتابية في فلسطين" لإدوارد روبنسون، المعروف بـ "والد الجغرافية الكتابية"، وتم نشرها مرة أخرى في عام 1856 لمرافقة الطبعة الثانية. فلسطين | A detailed map of Palestine from the 19th century |
| 1843      | خريطة هيوز               | ويليام هيوز                        | تعرض هذه الخريطة تفاصيل الأقاليم الإدارية العثمانية بدقة، وتم إنتاجها لصالح جمعية نشر المعرفة المفيدة. قد قام هيوز بإنتاج خرائط شهيرة لفلسطين لمدة تقريبًا عقد، ولا سيما في خريطته لعام 1840 "الأطلس المضيء للجغرافيا الكتابية". فلسطين | A detailed map of Palestine from the 19th century |
| 1849      | لينش الخريطة             | وليم فرانسيس لنش                   | تم إعداد هذه الخريطة نيابة عن المكتب الهيدروغرافي الأمريكي. تم نشرها في "سرد لبعثة الولايات المتحدة إلى نهر الأردن والبحر الميت". البحر الميت ونهر الأردن | A detailed map of Palestine from the 19th century |
| 1850      | خريطة زيمرمان            | كارل زيمرمان                       | أطلس فلسطين وشبه جزيرة سيناء، يتألف من 15 ورقة قسمية. يعد جزءًا من أطلس آسيا الأوسع نطاقًا، وتم نشره كإضافة إلى كتاب كارل ريتر "Erdkunde". فلسطين | A detailed map of Palestine from the 19th century |
| 1858      | فان دي فيلدي الخريطة     | تشارلز ويليام ميريديث فان دي فيلدي | نُشرت في عام 1858، وهي واحدة من أدق الخرائط المنشورة قبل مسح صندوق استكشاف فلسطين (PEF Survey). الأرض المقدسة | A detailed map of Palestine from the 19th century |
| 1870      | ليفيس في الجليل          | جان جوزيف ميوليه وإيزيدور ديرين    | تعتبر هذه خريطة لبنان هي المتابعة لخريطة فلسطين. كانت مقتصرة على لبنان وكانت تعتزم أن تكون الجزء الأول من تغطية شاملة لفلسطين، ولكن تم استدعاء البعثة إلى فرنسا بتفجير حرب فرنسا البروسية. تم نشر الخريطة في عام 1873. الجليل | A detailed map of Galilee from the 19th century   |
| 1872-1880 | مسح جغرافيا فلسطين       | تشارلز ويلسون وآخرون               | تم تنفيذ هذا العمل عن طريق صندوق استكشاف فلسطين، بدعم من وزارة الحرب. وقدم أعلى مستوى من العمل الخرائطي في فلسطين في القرن التاسع عشر. 26 ورقة من "فلسطين الغربية" وورقة واحدة من "شرق فلسطين". | A detailed map of Palestine from the 19th century |

## روابط خارجية
- فنون وثقافة جوجل، خرائط الأرض المقدسة والقدس